# Dakorumänisch

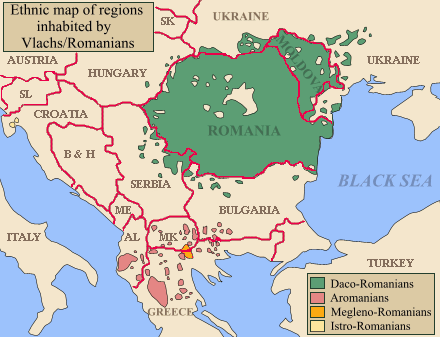
Das Dakorumänische Sprachareal ist grün eingetragen; die Gebiete außerhalb Rumäniens/Moldawiens zeigen nicht unbedingt an, dass in ihnen die Mehrheit der Bevölkerung rumänisch spricht

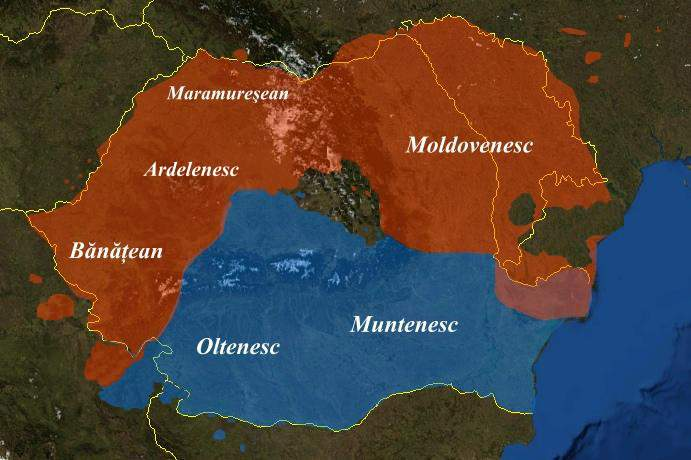
Die Dakorumänischen Varianten (Mundarten)

Dakorumänisch (rumänisch limba dacoromânǎ, Latein lingua Daco-Romana) ist der Begriff, der das nördliche rumänische Sprachareal bezeichnet, um es von den anderen rumänischen Sprachen/Dialekten zu unterscheiden. Die vier rumänischen Sprachen/Dialekte sind: Dakorumänisch, Aromunisch (Mazedorumänisch), Istrorumänisch und Meglenorumänisch. Ein Teil der Sprachwissenschaftler bezeichnet diese Idiome als Dialekte einer einheitlichen rumänischen Sprache.
Der Ursprung des Begriffes „Dakorumänisch“ geht auf das Buch der rumänischen Sprachforscher Samuil Micu und Gheorghe Șincai zurück. Hier wird das Sprachareal, das sich generell nördlich der Donau befindet (genauer ausgedrückt: das Sprachareal, das nördlich des südslawischen Raumes liegt, da Ausläufer des Dakorumänischen auch südlich der Donau liegen – zum Beispiel in der Dobrudscha, im Osten Serbiens oder entlang der Donau im Norden Bulgariens) als lingua Daco-Romana bezeichnet und somit einen Bezug zu dem antiken Staat und der späteren römischen Provinz Dakien herstellt, der ungefähr diesem entspricht, sowie dem Verbreitungsareal der Daker.
Das dakorumänische Sprachareal hat (zusammen mit dem deutschen und ungarischen) die Südslawen von den restlichen Slawen (sog. Nordslawen) getrennt. Die südslawischen Sprachen haben hingegen Dakorumänisch von den restlichen romanischen Sprachen isoliert.
Die standardisierte Form von Dakorumänisch wird generell als Rumänische Sprache bezeichnet. Dakorumänisch unterteilt sich in 2 Variantengruppen (Gruppierungen von Mundarten). Diese wiederum sind aus mehreren Mundarten zusammengesetzt. Die standardisierte Schriftform von Rumänisch hat sich aus der Muntenesc-Mundart herausgebildet.